# シェーオルメン級潜水艦
| シェーオルメン級（A-11B型）潜水艦 | シェーオルメン級（A-11B型）潜水艦                       | シェーオルメン級（A-11B型）潜水艦   |
| --------------------------------- | ------------------------------------------------------- | ----------------------------------- |
| 試験航行中の「チャレンジャー」    |                                                         |                                     |
| 艦級概観                          |                                                         |                                     |
| 艦種                              | 通常動力型潜水艦                                        | 通常動力型潜水艦                    |
| 運用者                            | スウェーデン海軍 · シンガポール海軍                     | スウェーデン海軍 · シンガポール海軍 |
| 艦名                              |                                                         |                                     |
| 就役期間                          | 1969年 - 1996年                                         | 1969年 - 1996年                     |
| 就役期間                          | 2000年 - 2024年                                         |                                     |
| 同型艦                            | 5隻                                                     | 5隻                                 |
| 前級                              | ドラケン級潜水艦                                        | ドラケン級潜水艦                    |
| 次級                              | ネッケン級（A-14型）潜水艦                              | ネッケン級（A-14型）潜水艦          |
| 性能諸元                          |                                                         |                                     |
| 排水量                            | 水上：1,125t                                            | 水上：1,125t                        |
| 排水量                            | 水中：1,400t                                            |                                     |
| 全長                              | 51m                                                     | 51m                                 |
| 全幅                              | 6.1m                                                    | 6.1m                                |
| 喫水                              | 5.8m                                                    | 5.8m                                |
| 機関                              | ディーゼル・エレクトリック方式                          | ディーゼル・エレクトリック方式      |
| 機関                              | ヘーデモラ-ピルスティク V12A2ディーゼル発電機 (525 bhp) | 4基                                 |
| 機関                              | ASEA電動機 (1,500 shp)                                  | 1基                                 |
| 速力                              | 水上: 15ノット                                          | 水上: 15ノット                      |
| 速力                              | 水中: 20ノット                                          |                                     |
| 連続行動                          | 21日間                                                  | 21日間                              |
| 潜航深度                          | 標準: 150 m                                             | 標準: 150 m                         |
| 潜航深度                          | 最大: 300 m                                             |                                     |
| 乗員                              | 士官7名＋曹士11名                                       | 士官7名＋曹士11名                   |
| 兵装                              | 533mm魚雷発射管 (Tp.61B魚雷×計8発)                      | 4門                                 |
| 兵装                              | 400mm魚雷発射管 (Tp.427/431魚雷×計4発)                  | 2門                                 |
| C4I                               | IBS-A17潜水艦指揮管制装置                               | IBS-A17潜水艦指揮管制装置           |
| ソナー                            | CSU 83 統合式                                           | CSU 83 統合式                       |

シェーオルメン級潜水艦（スウェーデン語: Sjöormenklass ubåt, A-11B型）は、スウェーデン海軍が運用していた潜水艦の艦級。1998年から2001年にかけて全艦がシンガポール海軍に引き渡され、1隻を除いてチャレンジャー級潜水艦として再就役した。
本級では、先行するドラケン級（A-11型）で導入された新機軸である1軸推進方式に加えて、アメリカ海軍の「アルバコア」に範をとった涙滴型船型を導入した。これに伴い、前部潜舵はセイル・プレーン式とされた。また後部潜舵はX型としている。潜航可能深度は、最大で300メートル、標準的には150メートルとされていたが、運用されていたのが水深の浅いバルト海であったため、実際には比較的浅深度で運用されており、耐圧殻への負荷は小さいものであった。1984年から1985年にかけて近代化改修を受け、エリクソン社製IBS-A17潜水艦指揮管制装置（SESUB-900）およびCSU 3-2統合ソナーを搭載した。またその後、ソナーはさらにCSU 83に更新された。
その後、ヴェステルイェトランド級（A-17型）の就役を受けて、スウェーデン海軍での運用は終了されることになった。1995年9月23日、これらの退役艦をシンガポール海軍が購入する契約が締結された。まず売却された「ショービョルネン」は1996年2月から1997年9月26日まで、カールスクルーナにおいて空調設備の強化や海洋生物対策、配管の腐食を防ぐ対策等の改修工事を受けたのち、1998年2月に「チャレンジャー」としてシンガポール海軍に引き渡されたが、要員訓練のため、2003年までスウェーデンにとどまった。その後、リケン計画（Project Riken）にもとづいてさらに3隻が売却され、いずれもコックムス社で改修を受けたうえで、1999年から2001年にかけて引き渡された。また、残る1隻（「ショーヘステン」）も部品取り用として引き渡された。これらのうち、シンガポール海軍で再就役した4隻（チャレンジャー級）は、潜水艦指揮管制装置をフランスDCNS社のSUBTICS（submarine tactical integrated combat system）に換装している。搭載魚雷は、400mm魚雷がTp 431、533mm魚雷がTp 613となった。

## 同型艦
| スウェーデン海軍                | スウェーデン海軍            | スウェーデン海軍 | スウェーデン海軍 | シンガポール海軍                                        | シンガポール海軍                                        | シンガポール海軍    |
| 艦名                            | 造船所                      | 進水             | 就役             | 再就役                                                  | 艦名                                                    | 就役状況            |
| ------------------------------- | --------------------------- | ---------------- | ---------------- | ------------------------------------------------------- | ------------------------------------------------------- | ------------------- |
| シェーオルメン HMS Sjöormen     | コックムス                  | 1967年 1月25日   | 1968年 7月31日   | 2000年                                                  | センチュリオン RSS Centurion                            | 2015年3月11日 退役  |
| ショーレヨネット HMS Sjölejonet | コックムス                  | 1967年 6月29日   | 1968年 12月16日  | 2000年 7月                                              | コンカラー RSS Conqueror                                | 2024年11月25日 退役 |
| ショービョルネン HMS Sjöbjörnen | カールスクルーナ 海軍造船所 | 1968年 1月9日    | 1969年 2月28日   | 1998年                                                  | チャレンジャー RSS Challenger                           | 2015年3月11日 退役  |
| ショーフンデン HMS Sjöhunden    | コックムス                  | 1968年 3月21日   | 1969年 6月25日   | 2002年 8月                                              | チーフテン RSS Chieftain                                | 2024年11月25日 退役 |
| ショーヘステン HMS Sjöhästen    | カールスクルーナ 海軍造船所 | 1968年 8月6日    | 1969年 9月15日   | 1995年にシンガポールへ売却され 予備部品として使用される | 1995年にシンガポールへ売却され 予備部品として使用される |                     |